# ك. أ. باول
ك. أ. باول (بالهندية: किलारी आनंद पॉल؛ بالإنجليزية: K. A. Paul) هو مؤلف هندي، ولد في 25 سبتمبر 1963 في أندرا برديش في الهند.

## وصلات خارجية
- ك. أ. باول على موقع إن إن دي بي (الإنجليزية)